# Horst Herold
Pour les articles homonymes, voir Herold.
Horst Herold, né le 21 octobre 1923 à Sonneberg en Thuringe et mort le 14 décembre 2018 à Nuremberg en Bavière, est un officier de police allemand connu pour son action anti-terroriste contre la Fraction armée rouge.

## Biographie
Horst Herold a grandi à Pößneck jusqu'à ce que sa famille déménage à Nuremberg en 1930. Durant la Seconde Guerre mondiale, il fut sérieusement blessé en tant que lieutenant de la Wehrmacht en 1943 et se retrouva le 9 mai 1945 en captivité soviétique dans le nord de la Bohême, où il put s'échapper.
Après avoir étudié le droit à l'Université d'Erlangen de 1945 à 1951, Horst Herold a obtenu son doctorat en droit international. le sujet de sa thèse de 1951 était « L'acte juridique d'entreprise défectueux en droit international ».
Herold était à l'origine orienté. Pour lui, le matérialisme dialectique était la vraie part du marxisme.  Enfant, il a participé au mouvement de la jeunesse communiste. Pendant ses études, il était membre du SDS (Socialist German Student Union) et membre du mouvement extra-parlementaire contre le réarmement allemand. Il était membre du SPD.
Horst Herold a été président de l'Office fédéral de police criminelle.

## Dans la fiction
Dans le film de 2008 : La Bande à Baader de Uli Edel, son rôle est tenu par l'acteur suisse Bruno Ganz.